# Lijst van rijksmonumenten in Vierakker
De plaats Vierakker telt 16 inschrijvingen in het rijksmonumentenregister. Hieronder een overzicht.
| Object                                                            | Oorspronkelijke functie?  | Bouwjaar                      | Architect                    | Locatie                     | Coördinaten?                 | Nr.?   | Afbeelding        |
| ----------------------------------------------------------------- | ------------------------- | ----------------------------- | ---------------------------- | --------------------------- | ---------------------------- | ------ | ----------------- |
| ' 't Makkink'                                                     | Boerderij                 | mogelijk midden 19e eeuw      |                              | Boshuisweg 3                | 52° 5' 59" NB, 6° 15' 15" OL | 38315  | Meer afbeeldingen |
| ' 't Mengerink'                                                   | Woonhuis                  | eerste kwart 16e eeuw         |                              | Heerlerweg 1                | 52° 6' 5" NB, 6° 14' 35" OL  | 38317  | Meer afbeeldingen |
| Hoeve 'De vlieg'                                                  | Boerderij                 | ca. 1825                      |                              | Vierakkersestraatweg 16     | 52° 6' 27" NB, 6° 14' 9" OL  | 38332  | Meer afbeeldingen |
| Sint Willibrorduskerk                                             | Kerk en kerkonderdeel     | 1869-1870                     | Hendricus Johannes Wennekers | Vierakkersestraatweg 31     | 52° 5' 35" NB, 6° 15' 17" OL | 38333  | Meer afbeeldingen |
| 't Suideras: landhuis                                             | Kasteel, buitenplaats     | 1890-1891                     |                              | Vierakkersestraatweg 34     | 52° 5' 37" NB, 6° 15' 2" OL  | 527621 | Meer afbeeldingen |
| 't Suideras: parkaanleg                                           | Tuin, park en plantsoen   | eerste helft en eind 19e eeuw |                              | Vierakkersestraatweg bij 34 | 52° 5' 37" NB, 6° 14' 59" OL | 527622 | Meer afbeeldingen |
| 't Suideras: koetshuis annex bouwhuis met vroegere koetsierskamer | Bijgebouwen kastelen enz. | 1750-1800                     |                              | Vierakkersestraatweg 38     | 52° 5' 34" NB, 6° 14' 57" OL | 527623 | Meer afbeeldingen |
| 't Suideras: bakstenen schuur                                     | Bijgebouwen kastelen enz. |                               |                              | Vierakkersestraatweg bij 38 | 52° 5' 34" NB, 6° 14' 56" OL | 527624 | Upload foto       |
| 't Suideras: houtloods                                            | Bijgebouwen kastelen enz. |                               |                              | Vierakkersestraatweg bij 38 | 52° 5' 33" NB, 6° 14' 55" OL | 527625 | Upload foto       |
| 't Suideras: tuinmuur                                             | Tuin, park en plantsoen   |                               |                              | Vierakkersestraatweg bij 38 | 52° 5' 34" NB, 6° 14' 58" OL | 527626 | Meer afbeeldingen |
| 't Suideras: brug                                                 | Tuin, park en plantsoen   | 1893                          |                              | Vierakkersestraatweg bij 34 | 52° 5' 36" NB, 6° 14' 60" OL | 527627 | Upload foto       |
| 't Suideras: druivenkas                                           | Bijgebouwen kastelen enz. | eind 18e eeuw                 |                              | Vierakkersestraatweg bij 38 | 52° 5' 34" NB, 6° 14' 58" OL | 527628 | Meer afbeeldingen |
| 't Suideras: oranjerie                                            | Tuin, park en plantsoen   | 19e eeuw                      |                              | Vierakkersestraatweg bij 38 | 52° 5' 34" NB, 6° 15' 1" OL  | 527629 | Meer afbeeldingen |
| 't Suideras: bloemenkas                                           | Tuin, park en plantsoen   |                               |                              | Vierakkersestraatweg bij 38 | 52° 5' 33" NB, 6° 15' 0" OL  | 527630 | Meer afbeeldingen |
| 't Suideras: duiventil                                            | Tuin, park en plantsoen   | 19e eeuw                      |                              | Vierakkersestraatweg bij 38 | 52° 5' 29" NB, 6° 14' 59" OL | 527631 | Upload foto       |
| 't Suideras: tuinbank                                             | Tuin, park en plantsoen   | 1933                          |                              | Vierakkersestraatweg bij 34 | 52° 5' 36" NB, 6° 15' 3" OL  | 527632 | Upload foto       |